# Hřivice

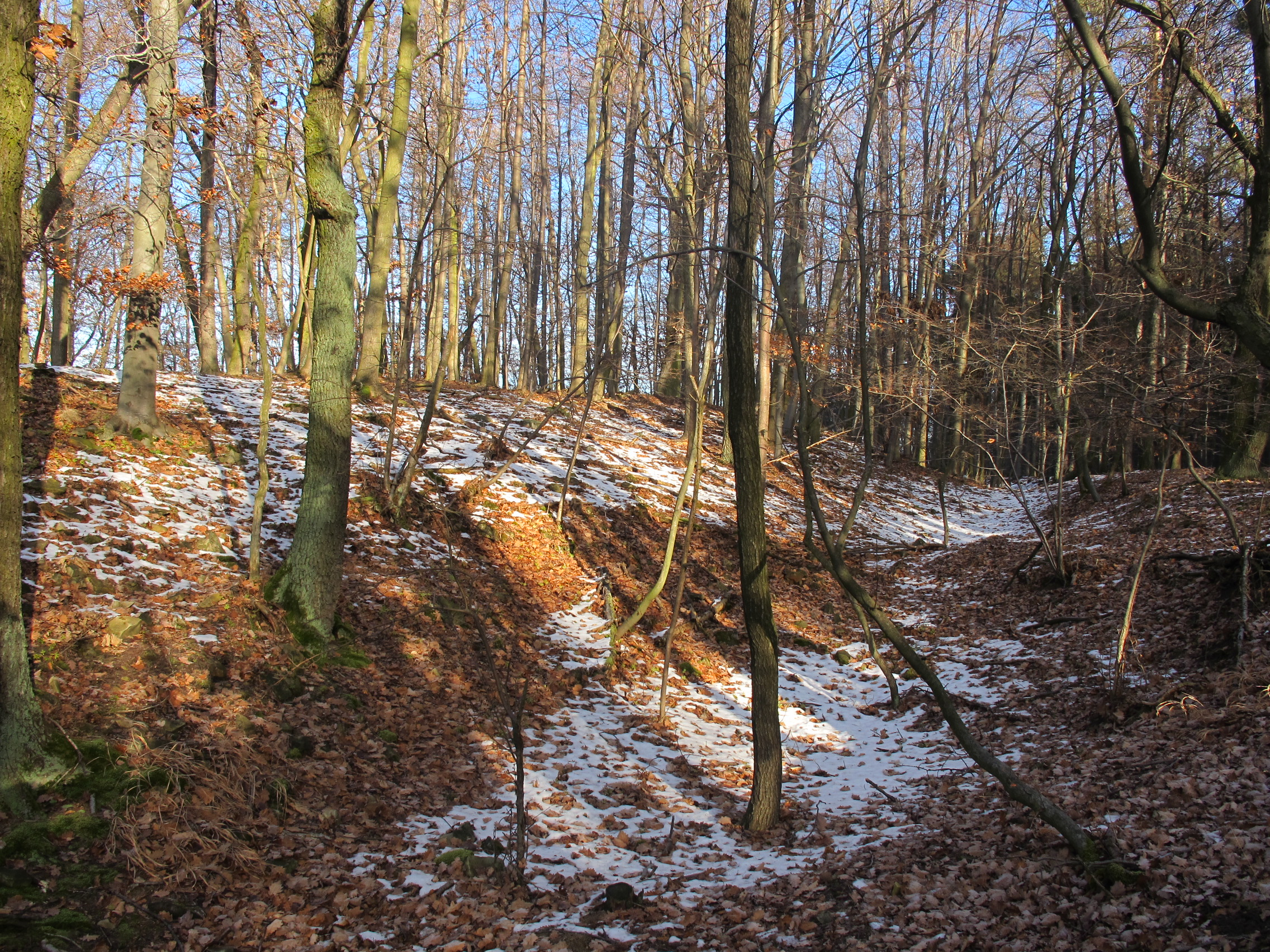
Slawischer Burgstall Okrouhlík

Hřivice (deutsch Hriwitz bzw. Hrziwitz, 1939–45 Riwitz) ist eine Gemeinde in Tschechien. Sie liegt neun Kilometer südwestlich von Louny und gehört zum Okres Louny.

## Geographie
Hřivice befindet sich im Norden des Džbán-Berglandes am linken Ufer des Baches Hasina (Hriwitzer Bach). Das Dorf liegt am Rande des Naturparkes Džbán. Südöstlich erheben sich der Bor (440 m) und der Okrouhlík (444 m), im Süden der Červený vrch (400 m), südwestlich der Výrov (509 m) und im Nordwesten der Ovčí vrch (317 m). Am westlichen Ortsrand verläuft die Bahnstrecke Rakovník–Louny.
Nachbarorte sind Touchovice, Jimlín und Nový Hrad im Norden, Hořany und Zbrašín im Nordosten, Senkov, Selmice, Kocanda und Divice im Osten, Břínkov, Vinařice, Úlovice und Ročov im Südosten, Babylón, Solopysky und Konětopy im Süden, Pnětluky, Výhledy, Nečemice und Markvarec im Südwesten, Nový Dvůr, Tuchořice und Liběšice im Westen sowie Lipno, Strkovice und Lipenec im Nordwesten.

## Geschichte
Die erste schriftliche Erwähnung des Dorfes erfolgte 1316, als der Vladike Peter von Hřivice die Brüder Dalibor und Přibík von Kozojedy wegen eines Raubüberfalls auf seine Feste verklagte. Im Jahre 1318 wurden Vavřinec und Zdeslav von Hořany als Besitzer von Hřivice erwähnt. Nach den Errichtungsbüchern ist seit 1384 eine Pfarre in Hřivice nachweislich. Zum Ende des 14. Jahrhunderts gehörte das Gut Slach und Oldřich von Hřivice, zu Beginn des 15. Jahrhunderts Jan und Martin von Hřivice und danach Litolt von Hřivice. Beim Verkauf des Gutes durch Kateřina Močidlanská an Jiří Hora von Ocelovice im Jahre 1572 wurde die von einem Meierhof umgebene turmartige Feste näher beschrieben, außerdem gehörte zu dem Gut ein Weinberg. Noch im selben Jahre wurde das Gut an Sebastian von Vřesovice weiterveräußert, der die Feste und die zugehörigen elf Bauerngüter von Hřivice seiner Herrschaft Nowyhrad zuschlug. Nach der Schlacht am Weißen Berg wurde die dem Aufständischen Wolf d. Ä. von Vřesovice gehörige Herrschaft konfisziert und 1623 von der Hofkammer an den kursächsischen Generalwachtmeister Wolf Ilburg von Wresowitz verkauft. Dieser verkaufte sie 1630 an Johann von Aldringen. Entsprechend dessen testamentarischer Verfügung fiel Nowyhrad nach dem Tode des Heerführers bei Landshut 1634 dem Prämonstratenserkloster Strahov zu. Im Jahre 1647 wurde die Gegend von schwedischen Truppen verwüstet. Hřivice und die östlich davon gelegene Ansiedlung Babylon wurden niedergebrannt, Babylon blieb danach für immer wüst. Das durch den Dreißigjährigen Krieg verarmte Kloster Strahov sah sich nicht in der Lage, die mit der Schenkung verbundenen Zahlungen von jeweils 10.000 an die Wiener Dominikaner und drei Klöster im Herzogtum Luxemburg zu leisten und ließ die Herrschaft gerichtlich abschätzen und versteigern. Im Jahre 1651 wurde mit Markgraf Christian Wilhelm von Brandenburg ein Käufer gefunden. Nach dem Tode von  Markgraf Christian Wilhelm erbte 1665 sein minderjähriger Vetter, Markgraf Friedrich die Herrschaft. Sein Vater, Kurfürst Friedrich Wilhelm, verkaufte die Herrschaft Neuschloß 1670 an Gustav Adolph von Varrensbach. Im Jahre 1672 lag Hřivice noch immer zu großen Teilen wüst und hatte lediglich 27 Einwohner. 1688 erbte Varrensbachs Witwe Marie Sidonie, geborene Gräfin Schlick, den Besitz. Die Feste Hřivice wurde zum Ende des 17. Jahrhunderts abgebrochen. Nachfolgende Besitzerin wurde 1697 Marie Sidonies Tochter Maria Claudia Gräfin von Praß, die die Herrschaft 1715 an Anna Barbara von Lewenegg, geborene von Tondeur, verkaufte. 1762 wurde Anna von Leweneggs Sohn Leopold Graf von Lewenegg Besitzer der Herrschaft. Seine Witwe Maria Josepha, geborene Gräfin von Eschevenia, veräußerte die Herrschaft Neuschloß am 31. März 1767 an Joseph I. zu Schwarzenberg für die Primogenitur des Hauses Schwarzenberg. Nachfolgende Besitzer waren ab 1782 sein Sohn Johann I., ab 1789 dessen Sohn Joseph II. und ab 1833 Johann Adolf II. zu Schwarzenberg. Im Jahre 1801 entstand in Hřivice eine Schule.
Im Jahre 1844 bestand Hřiwitz aus insgesamt 65 Häusern mit 458 tschechischsprachigen Einwohnern. Davon gehörten 34 Häuser zur Allodialherrschaft Neuschloß, 20 Häuser mit 140 Einwohnern zum Gut Groß-Lippen und ein Haus zum Gut Holetitz. Die übrigen 10 Häuser mit 70 Einwohnern bildeten das der Domdechantei Leitmeritz gehörige landtäfliche Gut Hřiwitz mit einer landwirtschaftlichen Nutzfläche von 87 Joch 1591 Quadratklafter Rustikalgründen, dessen politische und ökonomische Verwaltung sowie Rechtspflege durch die Beamten der Herrschaft Neuschloß ausgeübt wurde. Unter dem Patronat der Herrschaft Groß-Lippen standen die Filialkirche zum hl. Apostel Jakob, in der jeden dritten Sonntag Gottesdienst abgehalten und viermal im Jahr in deutscher Sprache gepredigt wurde, sowie eine mit einem Hilfslehrer besetzte Schule. Zum Neuschlosser Anteil gehörten ein obrigkeitlicher Meierhof, eine dominikale Schäferei, ein dominikales Jägerhaus sowie zwei Wirtshäuser. Abseits lag die ebenfalls zu Neuschloß gehörige und aus vier Wohnhäusern bestehende Einschicht Babylon. Pfarrort für das gesamte Dorf war Opotschna. Bis zur Mitte des 19. Jahrhunderts blieb Hřiwitz zwischen der Allodialherrschaft Neuschloß, dem Bistum Leitmeritz sowie den Gütern Groß-Lippen und Holetitz aufgeteilt.
Nach der Aufhebung der Patrimonialherrschaften bildete Hřivice / Hriwitz ab 1850 eine Gemeinde im Bezirk und Gerichtsbezirk Laun. Im Jahre 1869 hatte Hřivice 580 Einwohner. 1882 gründete sich die Freiwillige Feuerwehr. Im Jahre 1898 wurde in Hřivice ein Postamt eingerichtet. In der zweiten Hälfte des 19. Jahrhunderts war das Dorf rein tschechischsprachig geworden.
Mit der Fertigstellung der Bahnstrecke Rakovník–Louny durch die Eisenbahn Rakonitz–Laun erhielt Hřivice 1904 einen Anschluss an das Eisenbahnnetz. Während der Ersten Republik entstanden in Hřivice eine Gendarmeriestation, ein Museum und eine Gemeindebücherei.
Bis 1924 befand sich die Grundherrschaft im Besitz der Fürsten Schwarzenberg. Im Jahre 1930 hatte das Dorf 749 Einwohner. In Folge des Münchner Abkommens wurde Hřivice Ende 1938 Grenzort zum Deutschen Reich. Daraufhin erfolgte ein Zuzug von Tschechen aus dem benachbarten sudetendeutschen Orten. 1940 lebten in den 159 Häusern von Hřivice 853 Personen; dies war zugleich die höchste Einwohnerzahl in der Geschichte von Hřivice. Im Dorf gab es zu dieser Zeit 16 Geschäfte.
Zum 1. Januar 1980 wurden Hořany, Jimlín, Konětopy, Markvarec, Opočno, Pnětluky, Senkov, Touchovice, Zbrašín und Zeměchy eingemeindet. Mit Ausnahme von Markvarec und Touchovice lösten sich die Ortsteile am 24. November 1990 wieder von Hřivice los.
Die Gemeinde Hřivice hatte beim Zensus von 2001 582 Einwohner, von denen 379 im Ortsteil Hřivice lebten. Die Gemeinde ist Mitglied des Gemeindeverbandes Mikroregion Lounské Podlesí.
Östlich von Hřivice erstreckten sich ausdehnte Hopfengärten.

## Gemeindegliederung
Die Gemeinde Hřivice besteht aus den Ortsteilen Hřivice (Hriwitz), Markvarec (Markwaretz, 1939–45 Markwart) und Touchovice (Tauchowitz). Das Gemeindegebiet gliedert sich in die Katastralbezirke Hřivice, Markvarec u Hřivic und Touchovice. Zu Hřivice gehört außerdem die Einschicht Babylón (Babylon).

## Sehenswürdigkeiten
- Kirche des Apostels Jakobus, sie entstand im 14. Jahrhundert und wurde während des Dreißigjährigen Krieges niedergebrannt. Im Jahre 1724 wurde anstelle der Kirchenruine durch die Herrschaft Lipno eine neue barocke Kirche errichtet.
- Barocker Glockenturm mit Zwiebelturm und Uhr, gegenüber der Kirche
- Burgstall Okrouhlík aus dem 9. Jahrhundert, südlich von Hřivice auf dem Tafelberg Bor
- Naturdenkmal Kozinecká stráň, südwestlich von Markvarec
- vier Exemplare des Amur-Korkbaumes an der Hasina
- Denkmal für die Gefallenen des Ersten Weltkrieges, enthüllt 1924

## Söhne und Töchter der Gemeinde
- Karel Kádner (1859–1923), Schriftsteller und Komponist